# Oceania (album)
Pour l’article homonyme, voir Océania.
Albums de The Smashing Pumpkins
Teargarden by Kaleidyscope
(2009-11) Monuments to an Elegy
(2014)
Oceania est le neuvième album de musique du groupe américain de rock alternatif The Smashing Pumpkins, formé en 1987.
Sorti le 19 juin 2012, l'album produit par Billy Corgan et Bjorn Thorsrud fait partie des 44 titres de l'album-concept digital Teargarden by Kaleidyscope. 
Depuis Zeitgeist, sorti en 2007, Oceania  est le premier album traditionnel du groupe originaire de Chicago.

## L'enregistrement

### La pause deTeargarden by Kaleidyscope
C'est dans une vidéo postée le 26 avril 2011 sur la fan page Facebook du groupe, que Billy Corgan présente le projet d'un nouvel album. Selon le leader, l'album se situera « à l'intérieur même d'un album » 
. Lancé le 16 septembre 2009, l'extended play Teargarden by Kaleidyscope, composé de 44 morceaux gratuitement téléchargeables, est alors mis entre parenthèses le temps de la production d' Oceania.
Si, aux yeux du leader, le format de l'album standard est un « média mort » , cela ne l'a pourtant pas empêché de proposer Oceania, dans la pure tradition de création musicale en format album. 
C'est la réception incertaine du projet Teargarden by Kaleidyscope et la crainte de ne plus être écouté qui avaient conduit le groupe à revenir à ses sources. Billy Corgan craignait en effet que tous les fans du groupe sur les réseaux sociaux ne prennent pas connaissance des morceaux diffusés malgré une publication régulière .

### Un album attendu
Le 18 septembre 2011, le groupe termine le mixage de son nouvel opus. Mais deux mois plus tard, il annonce sur Twitter la sortie de l'album pour le printemps. Cependant, le chanteur rassure ses fans en leur promettant un album exceptionnel, « le meilleur depuis 16 ans ».
Billy Corgan a d'ailleurs assuré que son album est le « meilleur après Mellon Collie », le troisième album du groupe sorti en 1995, et ayant été nommé dans pas moins de sept catégories différentes aux Grammy Awards 1997.

## L'écriture

### Un retour aux sources
Avec Oceania, Billy Corgan semble être revenu à ses fondamentaux et cela s'entend surtout dans les ouvertures. Dignes du style des Smashing Pumpkins, ces dernières sont en effet très heavy, à l'instar de Quasar
ou encore de Panopticon. Les introductions de ces morceaux ne sont d'ailleurs pas sans rappeler celle de The Everlasting Gaze, extrait de l'album Machina/The Machines of God, sorti en 2000. Aussi, d'autres morceaux qui composent l'album, tels que The Chimera ou encore Glissandra renvoient clairement aux anciens succès du groupe comme Siamese Dream ou Today. 
La part belle est également donnée aux guitares et au son grunge puissant, notamment sur Quasar.

### Des tournures pop
Le reste de l'album est constitué de ballades, où règnent les cordes très présentes dans The Celestials et les synthétiseurs sur Pinwheels et Violet Rays. Billy Corgan a aussi proposé un mélange de style en intégrant de la musique pop à son album rock. My Love Is Winter et Pale Horse, titres subtils et oniriques, plongent les auditeurs dans une ambiance savoureuse.

### Une écriture renouvelée
Dans cet album, Billy Corgan semble avoir mis son ego de côté. L'écriture d'  Oceania est moins thérapeutique que celle des albums précédents. Les paroles font écho aux conflits relationnels, et aux individus en quête d'identité sociale dans une « société actuelle ultra-technologique où tout va très vite », d'après le leader des Citrouilles.
Mêlant intelligemment les ingrédients qui ont fait le succès des Smashing Pumpkins à des sonorités plus pop, le groupe est parvenu à écrire un album abouti, qui offre « quelques moments de grâce, une véritable cure de jouvence à la discographie des Smashing Pumpkins ».

## La réalisation
L'album devait être réalisé le 1er septembre 2011, mais la date a été reportée au 19 juin 2012.
Le 27 mars 2012, EMI/Caroline Distribution annonce l'accord avec Martha's Music dans la réalisation de l'album prévu le 13 juin 2012. 
En mai, le groupe révèle la sortie de   Imagine Oceania, demandant à ses fans de lui soumettre leurs propres photos afin d'illustrer l'album.

## La promotion
Billy Corgan apparaît sur le The Howard Stern Show le 19 juin, interprétant Tonight, Tonight, en acoustique . 
C'est également ce jour-là, que le leader des Smashing Pumpkins interprète en avant première Violet Rays. 
Le 21 juin, The Celestials, le premier single de l'album, sort . S'en suivra un mois plus tard le titre Panopticon.
À l'automne 2012, le groupe joue l'album dans son intégralité à l'occasion d'une tournée américaine. Le groupe donnera plusieurs concerts en France à l'été 2013 . Le show visuel sera assuré par Sean Evans, qui a collaboré avec Roger Waters pour la tournée de The Wall notamment.

## La réception
D'après Billboard, l'album s'est vendu à 54 000 exemplaires dès la première semaine de sa sortie aux États-Unis .
L'album est entré en 33e position dans le Top Albums France, et y est resté pendant une semaine. Oceania a occupé le classement des Top Albums France pendant un mois .

## Les critiques
Dans l'ensemble, l'album a reçu des critiques positives tant aux États-Unis qu'en France. 
Pour la BBC, le son du nouvel album des Smashing est « plein d'énergie et de vie ». ARTISTdirect attribue 5 étoiles sur 5 pour l'album qui est « le meilleur album rock, marquant une étape importante pour le genre » .
NME regrette cet album qui ne réunit pas les membres de la formation originelle, en lui accordant un 6/10 . Quant à Rolling Stone qui a placé l'album à la 48e position sur son top 50 des albums, il lui attribue 3 étoiles sur 5.
Selon The Guardian, Oceania est l'un des meilleurs albums de l'année 2012 .

## La pochette
La photographie de la pochette de l'album est signée Richard Shay. Il s'agit du North Shore Sanitary District Tower, situé dans la ville de Highland Park, au nord de Chicago (Illinois).

## Liste des morceaux
Toutes les chansons sont écrites et composées par Billy Corgan.
| 1.    | Quasar                 | 4:55 |
| 2.    | Panopticon             | 3:52 |
| 3.    | The Celestials         | 3:57 |
| 4.    | Violet Rays            | 4:19 |
| 5.    | My Love is Winter      | 3:32 |
| 6.    | One Diamond, One Heart | 3:50 |
| 7.    | Pinwheels              | 5:43 |
| 8.    | Oceania                | 9:05 |
| 9.    | Pale Horse             | 4:37 |
| 10.   | The Chimera            | 4:16 |
| 11.   | Glissandra             | 4:06 |
| 12.   | Inkless                | 3:08 |
| 13.   | Wildflower             | 4:42 |
| 60:02 |                        |      |

## Membres du groupe
Hormis son leader Billy Corgan, Oceania est l'album des Smashing Pumpkins sur lequel on ne retrouve aucun des membres de la formation initiale. 
Originellement constitué de  Billy Corgan (chant, guitare), James Iha (guitare), Jimmy Chamberlin (batterie) et D'Arcy Wretzky (guitare basse), le groupe se sépare en 2000 avant de se reformer en 2006.  Jeff Schroeder et Ginger Reyes remplacent ainsi James Iha et D'Arcy Wretzky pour les prestations live. 
Depuis mai 2010, Ginger Reyes est remplacée par Nicole Fiorentino.
Le groupe
- Billy Corgan – chant, guitare, synthétiseur
- Jeff Schroeder – guitare
- Nicole Fiorentino – guitare basse, voix additionnelle
- Mike Byrne – batterie, voix additionnelle

La production
- Geoff Benge – guitare
- David Bottrill – mixage audio
- Balthazar de Ley – technicien studio
- Kevin Dippold – ingénieur son, voix additionnelle
- Ryan Grostefon – ingénieur
- Bob Ludwig – ingénieur audio
- Greg Norman – technicien studio
- Richard Shay – photographe
- Bjorn Thorsrud – producteur
- Noel Waggener – directeur artistique
- Sam Wiewel – ingénieur
- Jason Willwerth – assistant